# Wiewiórczyn (gromada)
Wiewiórczyn – dawna gromada, czyli najmniejsza jednostka podziału terytorialnego Polskiej Rzeczypospolitej Ludowej w latach 1954–1972.
Gromady, z gromadzkimi radami narodowymi (GRN) jako organami władzy najniższego stopnia na wsi, funkcjonowały od reformy reorganizującej administrację wiejską przeprowadzonej jesienią 1954 do momentu ich zniesienia z dniem 1 stycznia 1973, tym samym wypierając organizację gminną w latach 1954–1972.
Gromadę Wiewiórczyn siedzibą GRN w Wiewiórczynie utworzono – jako jedną z 8759 gromad na obszarze Polski – w powiecie łaskim w woj. łódzkim, na mocy uchwały nr 31/54 WRN w Łodzi z dnia 4 października 1954. W skład jednostki weszły obszary dotychczasowych gromad Anielin, Krzucz, Orchów, Wiewiórczyn, Wronowice i Wydrzyn ze zniesionej gminy Wiewiórczyn oraz osada młyńska Łętków z dotychczasowej gromady Łopatki ze zniesionej gminy Buczek w tymże powiecie. Dla gromady ustalono 27 członków gromadzkiej rady narodowej.
1 stycznia 1958 do gromady Wiewiórczyn przyłączono obszary zniesionych gromad Barycz i Gorczyn.
1 stycznia 1959 do gromady Wiewiórczyn przyłączono wieś Rokitnica ze zniesionej gromady Ldzań.
31 grudnia 1961 do gromady Wiewiórczyn przyłączono wieś i parcelę Karszew oraz wieś Rembów ze zniesionej gromady Wrzeszczewice.
1 stycznia 1970 do gromady Wiewiórczyn z miasta Łask przyłączono obszar użytków zielonych o powierzchni 44 ha, położony w zachodniej części miasta.
Gromada przetrwała do końca 1972 roku, czyli do kolejnej reformy gminnej.